# مكلارين إم بي 4 - 12 سي
مكلارين إم بي 4 - 12 سي هي أول سيارة سباق تجارية تصنع من قبل مكلارين بالاعتماد فقط على خبرات وتكنولوجيا الشركة الداخلية. حيث أن السيارة الشقيقة مكلارين F1 كانت تعتمد محركا لشركة بي إم دبليو. تم تصميم السيارة من قبل فرانك ستيفنسون الذي له تصاميم معروفة لشركات مثل فيراري وفيات. كان الهدف من صناعة السيارات هو إعادة أمجاد الشركة ولكن على نطاق تجاري أوسع.

## تصميم السيارة
تم تعيين فرانك ستيفنسون عام 2008 كمدير التصميم لمشروع مكلارين P11. وقد كان هذا الاسم الكودي لمشروع تصنيع سيارة تعيد أمجاد الشركة في مجال السيارات الرياضية التجارية.
وقد تم إستلهام هيكل السيارة من أشياء عديدة. فالفتحات الجانبية مثلا مستوحاة من شكل خياشيم أسماك القرش.
تم الاعتماد على ألياف الكربون كما هو معتاد في عالم السيارات الرياضية في معظم مكونات السيارة وأهمها الشاسيه. حيث توضع طبقات عديدة من ألياف الكربون فوق بعضها البعض. وتأتي صلابة المكون من الخطوط المتواجدة على كل طبقة حيث لا تتوازي خطوط أي طبقة مع ما فوقها أو تحتها. ويسمى الشاسيه بأحادي الخلية (monocell). كما يبدأ تصنيعه وتجميعه من ما يعرف بالحوض وبعد تصنيع الحوض من ألياف الكربون يتم تركيب المكونات المختلفة.

## المحرك
السيارة مزودة بمحرك M838T بسعة 3.8 لتر والذي ينتمي لعائلة المحركات من طراز V8. يحتوي المحرك على شاحن توربيني مزدوج و32 صمام. وقد تم تصميمه من قبل مكلارين بالتعاون مع شركة ريكاردو وهي شركة لها باع عريق في تصميم المحركات.

## تقييم الأداء
| محرك 2013 بقوة 616 bhp                                                   |                                         |
| ------------------------------------------------------------------------ | --------------------------------------- |
| التسارع من 0-62 ميلا في الساعة (0-100 كيلو في الساعة)                    | 3.1 ثواني                               |
| التسارع من 0-100 ميلا في الساعة (0-161 كيلو في الساعة)                   | 6 ثواني                                 |
| التسارع من 0-124 ميلا (0-200 كيلو في الساعة)                             | 8.8 ثواني                               |
| السرعة القصوى                                                            | 207 ميلا في الساعة (333 كيلو في الساعة) |
| إنبعاث ثاني أوكسيد الكربون (غرام لكل كيلو)                               | 279                                     |
| إستهلاك الوقود ميل لكل غالون بمقاييس الاتحاد الأوروبي (لتر لكل 100 كيلو) | 24.2 (11.7)                             |

## سياسة التسويق والإعلان
بعكس السيارة مكلارين F1 التي كانت تصنع تحت الطلب فقط وبأعداد محدودة لضمان الندرة والتميز، اعتمدت الشركة سياسة مختلفة مع ال إم بي 4 - 12 سي. حيث جعلت تكلفة السيارة تدور في حدود 250000 دولار. وهو مبلغ «زهيد» بالنسبة لسوق السيارات الرياضية ولا يقارن مع السيارة الشقيقة التي كان يبلغ سعرها حوالي 1000000 دولار في التسعينات. وقد تم توسيع رقعة التسويق بإنشاء شبكات توزيع في المدن الآتية:

### آسيا والمحيط الهادئ
| المدينة     | البلد     |
| ----------- | --------- |
| أوساكا هاكو | اليابان   |
| سيدني       | أستراليا  |
| طوكيو       | اليابان   |
| سنغافورة    | سنغافورة  |
| هونغ كونغ   | هونغ كونغ |

### الشرق الأوسط وأفريقيا
| المدينة      | البلد                    |
| ------------ | ------------------------ |
| المنامة      | البحرين                  |
| أبو ظبي      | الإمارات العربية المتحدة |
| دبي          | الإمارات العربية المتحدة |
| مدينة الكويت | الكويت                   |
| جدة          | المملكة العربية السعودية |
| جوهانسبوغ    | جنوب أفريقيا             |
| الدوحة       | قطر                      |

### أوروبا
وقد اعتمدت الشركة في إعلاناتها على إبراز إمكانيتها الرياضية بإظهار سائقيها الرئيسيين في سباقات الفورمولا 1 لويس هاملتون وجنسن باتون وهما يستمتعان بقيادتها. وإستعراض اختبارات الطرق التي خاضها كريس غودوين، سائق الاختبارات الرئيسي في مكلارين. كما تم اختبار السيارة من قبل مقدم البرامج وعاشق السيارات جاي لينو. قام بمقارنتها بمكلارين F1

## نسخة سبايدر
سبايدر هي النسخة المكشوفة من مكلارين إم بي 4 - 12 سي. وقد تم تدشينها في أواخر عام 2012 على أن يتم تصنيعها وبيعها للجمهور رسميا مع بداية عام 2013. سقف السيارة من النوع الصلب وقد ساهم في زيادة وزن السيارة عن مثيلتها الكوبيه بما يقارب الأربعين كيلوجرام.

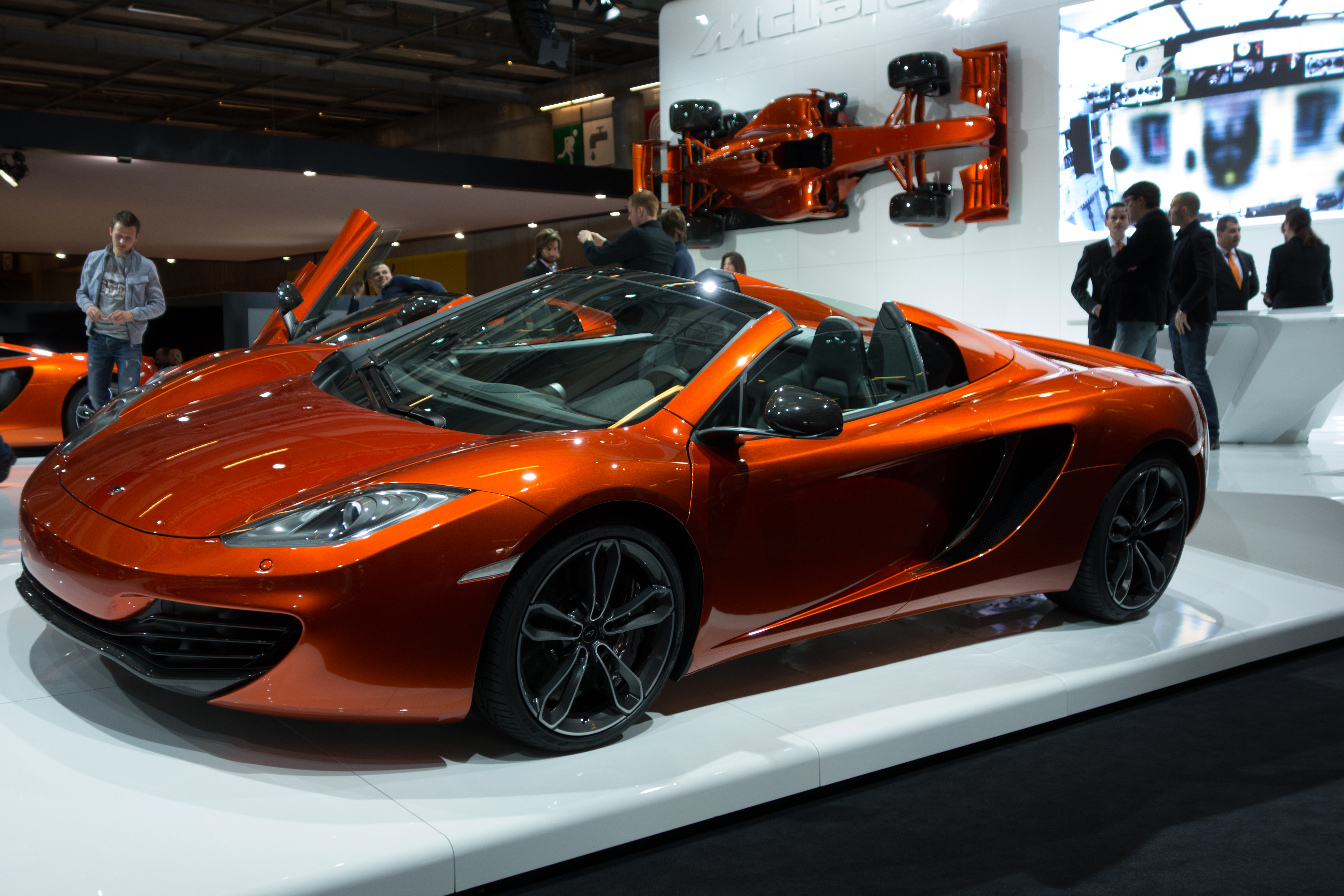
مكلارين سبايدر في معرض باريس للسيارات 2012

## إنتهاء الإنتاج
أعلنت مكلارين رسميا عن انتهاء إنتاج طراز 12C في 4 إبريل 2014، وذلك بسبب الطلب الكبير على طراز 650S.